# Rumianek (wieś)
Rumianek – wieś w Polsce położona w województwie wielkopolskim, w powiecie poznańskim, w gminie Tarnowo Podgórne, nad rzeką Samą.

## Historia
Pierwsze wzmianki pochodzą z 1288 r. W roku 1580 właścicielem wioski był Marcin Nagórski. W 1582 r. przeszedł w ręce Piotra Potulickiego, a w 1767 r. właścicielem stał się Ignacy Twardowski. 
W XVI w. Rumianek powiązany był z dobrami szlacheckimi Ceradz. W 1645 r. dziedziczył tu Paweł Gembicki, kasztelan santocki wraz z małżonką Barbarą z Rozdrażewskich, którzy tego roku sprzedali swoje dobra, w tym Ceradz Kościelny, Rumianek, Jankowice i Lusówko, Zygmuntowi ze Skrzypna Twardowskiemu, sekretarzowi królewskiemu za 86 000 zł W następnym roku Paweł Gembicki przeniósł oprawę swojej małżonki wynoszącą 40 000 zł na dobra Lubikowo, Hersztop (obecnie Niedrzwica k. Skwierzyny), Dłusko i Karczewko. Świadczy to o przejściu wspomnianych majętności w ręce rodziny Twardowskich. Rumianek wraz ze wspomnianymi miejscowościami jeszcze w końcu XVII w. należał do Twardowskich. W 1686 r. wspomniano o Mariannie Gorajskiej, wdowie po Wacławie Twardowskim, właścicielce Rumianka i Jankowic.
Opis włoski z 1698 r. sporządzony po śmierci Franciszka Twardowskiego, podaje że wieś przyjęto od dzierżawcy Cieszkowskiego. Istniał tu niewielki dworek. We wsi mieszkali zagrodnik, rataj.

### W okresie zaborów
21 czerwca 1886, na mocy dekretu królewskiego utworzona została specjalna agencja rządowa – Królewska Komisja Osadnicza dla Prus Zachodnich i Prowincji Poznańskiej. Zaopatrzona w olbrzymie środki finansowe komisja organizowała szeroko zakrojoną akcję wykupu dóbr ziemskich od Polaków i innych zainteresowanych, a w dalszej kolejności prowadzili parcelację tych majątków dla osadników niemieckich. Komisja rozpoczęła wykup posiadłości od września 1886 r. Stosunkowo szybko, przedstawiciele tej organizacji dotarli do właścicieli majątków w Kokoszczynie, Górze, Tarnowie i Rumianku.
Parcelacja całości wykupionych gruntów przeprowadzona została w dwóch fazach, ze względu na zbyt małą początkowo liczbę kolonistów chętnych do osiedlania się w tym kompleksie. W 1898 r. zasiedlone zostało Marianowo, Karolewo, Kokoszczyn i Góra, a dopiero w 1900 r. wieś Rumianek i pozostałe tereny podworskie w Tarnowie.

### W II Rzeczypospolitej
Na skutek zmian administracyjnych przeprowadzonych w 1935 r. powiat poznański został podzielony na gminy, a te na gromady. Uległy likwidacji obszary dworskie, które włączono do gromad. Rumianek został włączony do gromady Tarnowo Podgórne, która wraz z 10 pozostałymi gromadami (Tarnowo, Ceradz Kościelny, Jankowice, Kokoszczyn, Krzyżowniki, Lusowo, Sady, Swadzim i Wysogotowo) tworzyła gminę z siedzibą w Tarnowie.

### W okresie powojennym
W latach 1975–1998 miejscowość administracyjnie należała do województwa poznańskiego.